# Frédéric Le Play
Pour les articles homonymes, voir Le Play.
Pierre Guillaume Frédéric Le Play, né à La Rivière-Saint-Sauveur (Calvados) le 11 avril 1806 et mort à Paris 6e le 5 avril 1882, est un ingénieur, sociologue, homme politique, conseiller d'État (1856) et réformateur social français.
Ingénieur des mines, il développa à partir des observations tirées de ses voyages professionnels à pied, sac au dos, et bâton en main,  à travers toute l'Europe et jusqu'à la Turquie centrale, une méthode comparative d'études des sociétés s'appuyant sur le droit coutumier et les modes d'héritage au sein des familles, devenant l'un des pionniers de la sociologie française.
L'ensemble de son œuvre est marquée par un dualisme associant, au projet scientifique, une constante ambition de réforme sociale empreinte de conservatisme, retenant comme forme idéale de stabilité familiale et sociale, le système d'héritage préciputaire qu'il a étudié dans les Pyrénées et nommé famille souche. Cette dimension politique a contribué à la postérité limitée de son œuvre durant près d'un siècle, avant qu'elle fasse l'objet d'un net regain d'intérêt à partir des années 1960 au sein des nouvelles écoles d'histoire de la famille et d'anthropologie historique sur les systèmes familiaux, ainsi que chez certains sociologues étudiant l'histoire de leur discipline. À partir des années 1990, les travaux de Le Play ont été particulièrement popularisés par l'historien et démographe Emmanuel Todd.

## Biographie et œuvre

### Conservateur
Polytechnicien (Promotion X 1825), ingénieur du corps des mines et sociologue paternaliste français, Le Play se réclamait de la tradition contre-révolutionnaire. Il est l'auteur d'une enquête demeurée célèbre sur « les Ouvriers européens » (1855) ; il est également le fondateur de la Société internationale des études pratiques d'économie sociale et de l'Union de la paix sociale. Sous le Second Empire, Le Play fut conseiller d'État et réalisa de nombreuses études pour le gouvernement de Napoléon III. L'empereur l'appela à siéger au Sénat du Second Empire le 29 décembre 1867.

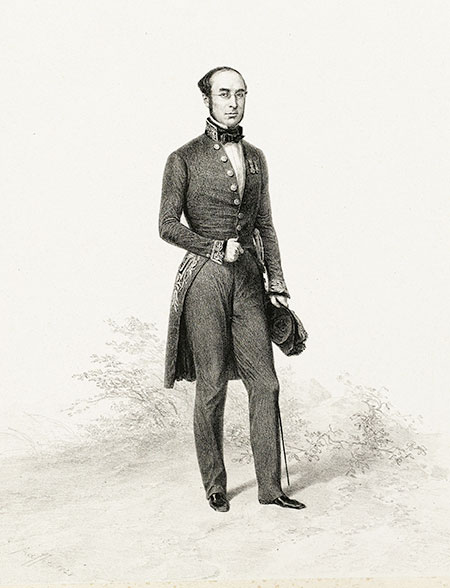
Frédéric Le Play jeune, en 1837.

Depuis les années 1880, on le considère comme un des précurseurs de la sociologie française. Le Play se réclame notamment du positivisme d'Auguste Comte, mais son approche est plus interventionniste et réformiste. Soucieuse de la « paix sociale », l'œuvre de Le Play est empreinte d'un conservatisme et d'un paternalisme rigoureux qui portent la trace de penseurs comme Joseph de Maistre et Louis de Bonald. Grand défenseur des valeurs d'Ancien Régime (de la famille, de l'ordre social et du maintien des élites au pouvoir), Le Play est également l'un des penseurs du corporatisme moderne et un théoricien de l'économie sociale.
Dès les premières années de la Troisième République, les travaux de ce polytechnicien influencent des théoriciens du catholicisme social comme René de La Tour du Pin et Albert de Mun. Au début du XXe siècle, l'œuvre de Le Play fait l'objet d'un regain d'intérêt dans les milieux nationalistes de droite, notamment chez les militants de l'Action française tels que Charles Maurras, Louis Dimier et Frédéric Amouretti. Ces derniers se reconnaissent dans le traditionalisme et le conservatisme leplaysien et le présentent comme l'un des « maîtres » de la contre-révolution.
Le Play s'est aussi intéressé à la protection des forêts, alors en plein déclin dû à une surexploitation pour le profit privé. Ainsi, après plus d'un siècle d'échec des politiques de l'État qui ont tenté de protéger ou de restaurer la forêt des défrichements ou d'une surexploitation, en montagne notamment, Le Play écrit : « La destruction des forêts de montagne, alors même qu'elle se justifie par l'intérêt du propriétaire, est un vrai désastre pour la population, le climat, le régime des eaux et l'exploitation des mines ; le mal n'a même plus de compensation quand le produit du défrichement est gaspillé avec une destination immorale. » Il estime que la dégradation de la stabilité de la famille dans la société montagnarde traditionnelle est une cause de destruction de la forêt et des sols. Il pense aussi qu'en restaurant la forêt, les montagnards pourraient restaurer la vie sociale de ces régions.

### Corporatiste
L'intérêt pour le corporatisme, qui s'est manifesté dans les milieux autant chrétiens que vichystes, a donné lieu à de nombreux commentaires sur les travaux de Le Play entre les années 1920 et les années 1950. Il est considéré comme l'un des premiers théoriciens du corporatisme tel qu'il fut élaboré par les différents courants qui s'efforcent de penser un renouveau économique fondé sur la coopération des classes impliquées dans la production. Ce nouveau courant, qui se développe surtout en France et en Italie, rejette généralement le modèle paternaliste de Le Play, qui ne se distancie pas suffisamment, selon eux, de l'individualisme libéral et du collectivisme. On y trouve toutefois une apologie des élites, plus conforme à l'idée d'un gouvernement autoritaire ou dictatorial.

### Enquêteur de terrain
Le Play est considéré comme une figure importante dans la genèse de la sociologie française, en particulier, en tant que précurseur des enquêtes empiriques et des techniques de collecte de données. Loin de la méthode abstraite des Libéraux, Le Play pratique la méthode concrète de l'enquête et plus précisément de la monographie. Ses principes d'observation et de recherche comparative, ses enquêtes systématiques des milieux ouvriers pratiquées dans toute l'Europe pendant 20 ans, font de Le Play l'un des premiers sociologues de terrain.

## Postérité

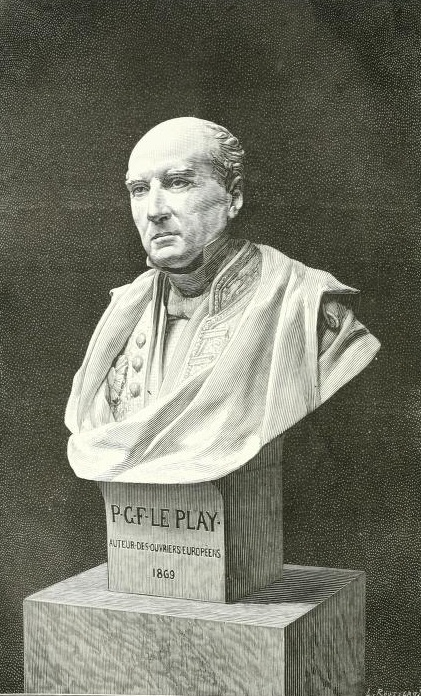
Buste représentant Le Play.

L'œuvre et les méthodes de Le Play ont été poursuivies par plusieurs de ses disciples, notamment dans La Réforme Sociale, tels Adolphe Focillon (1823-1890), Charles de Ribbe (1827-1899), Émile Cheysson (1836-1910), Alexis Delaire (1836-1915), Henri de Tourville (1842-1903), Claudio Jannet (1844-1894), Edmond Demolins (1852-1907) , Paul de Rousiers (1857-1934), Gabriel Olphe-Galliard (1870-1947), le Belge Victor Brants (1854-1917) le Canadien français Léon Gérin, Jean-Charles Brun. Après la Seconde Guerre mondiale et le déclin des régimes totalitaires, l'œuvre de Le Play tombe dans l'oubli :

« Lorsque s’installe la « République radicale », les affinités de Le Play avec l’idéologie de droite contribuent à isoler ses continuateurs du monde universitaire, dominé par l’anticléricalisme. Si l’on ajoute à ces explications le chemin emprunté par certaines personnalités du mouvement leplaysien, qui, partageant les orientations corporatistes et régionalistes du maréchal Pétain, adhèrent au régime de Vichy, l’on comprend mieux l’odeur de soufre entourant Le Play et ses émules, ignorés par l’historiographie de l’immédiat après-guerre. »

Dans les années 1960, l'histoire de la famille émerge progressivement, notamment en France et en Angleterre, comme champ universitaire constitué au contact de la démographie, de la sociologie et de l'anthropologie, sous l'influence notamment de la Nouvelle Histoire. Ces différents courants ont remis au jour l'approche méthodologique holiste des descriptions de l'organisation de la famille par Le Play.
En Angleterre, Peter Laslett au sein du groupe d'histoire sociale de l'Université de Cambridge (Cambridge Group for the History of Population and Social Structure) a repris à partir de la fin des années 1960, à partir des recensements et des modalités de transmission du patrimoine,, le principe d'étude des systèmes familiaux décrit par Le Play, identifiant alors en outre le système de la famille nucléaire (individualiste) largement prédominante en Angleterre mais non décrit par Le Play.
En France, la méthode leplaysienne est reprise à la même époque d'abord par des historiens du droit travaillant sur le droit coutumier, comme Jean Yver dans son Essai de géographie coutumière, Jean-Louis Halpérin,, ou encore l'anthropologue du droit Louis Assier-Andrieux. Au début des années 1970, cette filiation leplaysienne des méthodes quantitatives, du droit coutumier et des modes d'héritage est reprise par un nombre croissant d'ethnologues et historiens de la famille au sein du courant naissant de l'anthropologie historique (André Burguière, Emmanuel Leroy-Ladurie), qui s'inspire des méthodes de l'analyse structurale de la parenté chez Claude Lévi-Strauss. Les termes de systèmes familiaux ou de structures familiales sont en général employés dans le même sens. C'est l'ethnologue Georges Augustins qui utilise le plus souvent le terme de système, remodelant la classification des types familiaux de Le Play : dans son livre Comment se perpétuer publié en 1989 et devenu un des premiers ouvrages de référence dans le domaine, la famille souche leplaysienne devient le « système à maison » (selon le concept décrit par Lévi-Strauss dans les années 1970), la famille instable le « système à parentèle », et la famille patriarcale (communautaire) le « système à lignage ».
En sociologie également, quelques auteurs ont commencé à s'intéresser et à redécouvrir l'œuvre de Le Play à partir des années 1960, à rebours de la tendance majoritaire en sociologie à rejeter les conceptions leplaysiennes jugées réactionnaires: d'abord le sociologue américain Paul Lazarsfeld, venu enseigner à la Sorbonne au début des années 1960; puis à partir des années 1980, en France, Antoine Savoye et Bernard Kalaora dans plusieurs ouvrages et articles sur l'histoire de la sociologie,.
Frappé dès la fin des années 1970 par la coïncidence géographique entre la famille communautaire (« famille patriarcale », chez Le Play) d'avant la révolution industrielle et l'adoption du communisme au XXe siècle, l'historien et démographe Emmanuel Todd, élève d'Emmanuel Leroy-Ladurie et de Peter Laslett, a repris et popularisé l'étude leplaysienne des structures familiales. Il établit à partir du début des années 1980 un lien entre l'évolution géographique des structures familiales et celle des grands mouvements de société à travers l'histoire européenne (religions, choix politiques, vie économique, etc), dans ses ouvrages devenus d'importants succès : La Troisième planète (1983), L’Enfance du monde (1984), L’Invention de l’Europe (1990), Le Destin des immigrés (1994)

## Enquêtes, rapports et études sociologiques
- Observations sur l’histoire naturelle et la richesse minérale de l’Espagne, Paris, Carilian-Goeury et V. Dalmont, 1834. Lire en ligne
- Mémoire sur la théorie d'un traitement des minerais de fer dans les hauts-fourneaux, et exposé de plusieurs principes nouveaux sur le mode d'action du carbone considéré comme réactif réducteur et carburant Annales de chimie et de physique, 1836.
- Disposition nouvelle de tige de sonde employée en Prusse dans les forages très-profond, Paris, Carilian-Goeury et V. Dalmont, Extrait de Annales des Mines, T. XV, 1839.
- Recherches statistiques sur la production et l’élaboration de la soie en France, Paris, Imprimerie de Bourgogne et Martinet, Extrait de l’Encyclopédie nouvelle, 1839.
- "Vues générales sur la statistique" suivies d’un "Aperçu d’une statistique générale de la France », dans l'Encyclopédie nouvelle, Pierre Leroux et Jean Reynaud (dir.), 1840.
- Mémoire sur la fabrication et le commerce des fers à acier dans le Nord de l’Europe et sur les questions soulevées depuis un siècle et demi par l’emploi de ces fers dans les aciéries françaises, Paris, Carilian-Goeury et V. Dalmont, 1846. Lire en ligne
- Description des procédés métallurgiques employés dans le pays de Galles pour la fabrication du cuivre et recherches sur l’état actuel et sur l’avenir probable de la production et du commerce de ce métal, Paris, Carilian-Goeury et V. Dalmont, 1848. Lire en ligne
- Coutellerie et outils d’acier, Paris, Imprimerie impériale, 1854.
- Rapport sur la coutellerie et outils d’acier, fait à la commission française du jury international de l’exposition universelle de Londres, Paris, Imprimerie impériale, 1854.
- Les Ouvriers européens: Études sur les travaux, la vie domestique et la condition morale des populations ouvrières de l’Europe, précédée d’un exposé de la méthode d’observations, Paris, Imprimerie impériale, 1855. Tome 1, Tome 2, Tome 3, Tome 4, Tome 5, Tome 6
- Paysans en communauté du Lavedan (Hautes-Pyrénées, France). Propriétaires-ouvriers dans le système du travail sans engagements, d’après les renseignements recueillis sur les lieux en août 1856 par M. F. Le Play, Paris, Société internationale, 1857.
- Les Ouvriers des deux mondes. Charpentier de Paris (Seine, France), de la corporation des compagnons du devoir (journalier dans le système des engagements momentanés), d’après les renseignements recueillis sur les lieux en avril et mai 1856, par MM. F. Le Play et A. Focillon, t. 1, Paris, Société internationale, 1857.
- Ferblantier, couvreur et vitrier d’Aix-les-Bains (Savoie, États sardes). Ouvrier chef de métier et subsidiairement journalier, tâcheron et ouvrier tenancier dans le système du travail sans engagements, d’après les renseignements recueillis sur les lieux, en août 1857, par M. F. Le Play, Paris, Société internationale, (Les Ouvriers des deux mondes, t. 2), 1858.
- Conseil d’État, sections réunies des travaux publics, de l’agriculture et du commerce et de l’intérieur (M. Le Play, rapporteur). Question de la boulangerie du département de la Seine, Rapport aux sections réunies du commerce et de l’intérieur, Paris, Imprimerie impériale, [1858].
- Conseil d’État. Sections réunies des travaux publics, de l’agriculture et du commerce et de l’intérieur. Enquête sur la boulangerie du département de la Seine, ou Recueil de dépositions concernant les méthodes du blé, de la farine et du pain faites en 1859, 1er rapport, Paris, Imprimerie impériale, 1859.
- Conseil d’État. Sections réunies des travaux publics, de l’agriculture et du commerce et de l’intérieur, Enquête sur la boulangerie du département de la Seine, ou Recueil de dépositions concernant les méthodes du blé, de la farine et du pain faites, en 1859, Deuxième rapport aux sections réunies du commerce et de l’intérieur sur les commerces du blé, de la farine et du pain, Paris, Imprimerie impériale, 1860.
- Conseil d’État. Sections réunies des travaux publics, de l’agriculture et du commerce et de l’intérieur. No 28385 (M. Le Play, rapporteur). Projet d’avis de la réforme de la boulangerie de Paris et des départements, Paris, Imprimerie impériale, 1862.
- Conseil d’État. Sections réunies des travaux publics, de l’agriculture et du commerce et de l’intérieur. Question de la boulangerie de Paris et des départements (Rapport fait au Conseil d’État par M. le conseiller d’État Le Play, dans la séance du 24 octobre 1862), Paris, Imprimerie impériale, 1862.
- Conseil d’État. Sections réunies des travaux publics, de l’agriculture et du commerce et de l’intérieur, projet de décret relatif à la boulangerie de Paris et des départements, adopté par les sections réunies, Paris, Imprimerie impériale, 1862.
- Instruction sur la méthode d’observation dite des monographies de familles, propre à l’ouvrage intitulé Les ouvriers européens, par F. Le Play, Paris, Société d’économie sociale, 1862. Lire en ligne
- La Réforme sociale en France déduite de l’observation comparée des peuples européens, Commissaire général aux Expositions universelles de 1855 et 1862, Paris, Henri Plon, 1864. Tome 1, Tome 2, Tome 3
- L’Organisation du travail selon la coutume des ateliers et la loi du Décalogue. Avec un précis d’observations comparées sur la distinction du bien et du mal dans le régime du travail, les causes du mal actuel et les moyens de réforme, les objectifs et les réponses, les difficultés et les solutions, Tours, Alfred Mame et fils, 1870. Lire en ligne
- L’Organisation de la famille selon le vrai modèle signalé par l’histoire de toutes les races et de tous les temps, Paris, Téqui, 1871.
- Lettre à M. F. Le Play par Mgr Isoard. Réponse de M. F. Le Play, Tours, Alfred Mame et fils, 1872.
- L’Accord des partis politiques. Lettre de M. Lucien Brun, réponse de M. F. Le Play, Tours, Alfred Mame et fils, 1874.
- Le Principe et les moyens du salut en France. Lettre de lord Denbigh et lettre de lord Robert Montagu, avec une notice de M. F. Le Play. 2e édition, Tours, A. Mame et fils, "L’Union de la paix sociale, correspondance", 1874.
- La Question sociale et l’Assemblée, réponse aux questions des députés membres de l’Union, Tours, A. Mame et fils, "L’Union de la paix sociale, correspondance", février 1873, [1874].
- Prélude aux unions locales. La Bibliothèque de la paix sociale, avec des notices comprenant le précis historique des travaux accomplis, depuis 1830, par les fondateurs et le comité de cette bibliothèque, Tours, A. Mame et fils, "Les Unions de la paix sociale, correspondance", mai 1874.
- Le Mouvement communal et municipal au Moyen Âge : Essai sur l’origine, le développement et la chute des libertés publiques en France, par Edmond Demolins. Précédé d’une lettre de M. F. Le Play, Paris, Didier, 1875.
- La Constitution de l’Angleterre considérée dans ses rapports avec la loi de Dieu et les coutumes de la paix sociale, précédée d’aperçus sommaires sur la nature du sol et l’histoire de la race, avec la collaboration de M. A. Delaire, Tours, Alfred Mame et fils, 1875. Lire en ligne
- La Méthode expérimentale et la loi divine. Lettre de M. P. Prédié et réponse de M. F. Le Play, Tours, Alfred Mame et fils, "L'union de la paix sociale : correspondance", mars 1875.
- La Paix sociale après le désastre selon la pratique des peuples prospères, réponse du 1er juin 1871 aux questions reçues par l'auteur, entre le 4 septembre 1870 et le 31 mai 1871, 2e édition, complétée par un épilogue de 1875, Tours, Alfred Mame et fils, 1876.
- La Réforme en Europe et le salut en France. Le programme des Unions de la paix sociale, introduction de M. H. A. Munro Butler Johnstone, Tours, A. Mame et fils, "Les Unions de la paix sociale, publications du comité de la bibliothèque", [1876].
- Les Ouvriers européens. Études sur les travaux, la vie domestique et la condition morale des populations ouvrières de l’Europe, précédée d’un exposé de la méthode d’observations par F. Le Play, Tours, Alfred Mame et fils, 2e éd., 1877-1879. 6 vol.
- L’Erreur sous l’ancien régime : le retour à la vérité et la réforme, l’épilogue de 1878, Tours, Alfrd Mame et fils (69e chapitre de La Réforme sociale en France), 1878.
- La Méthode sociale. Abrégé des Ouvriers européens. Ouvrage destiné aux classes dirigeantes qui, selon la tradition des grandes races, désirent se préparer par des voyages méthodiques, à remplir dignement les devoirs qu’impose la direction des foyers domestiques, des ateliers de travail ruraux et manufacturiers, des voisinages, du gouvernement local et des grands intérêts nationaux, Tours, Alfred Mame et fils, 1879. Lire en ligne
- Observations sur le mouvement commercial des principales substances minérales entre la France et les puissances étrangères pendant les douze dernières années et particulièrement pendant les années 1829, 1830 et 1831, Paris, Carilian-Goeury, Extrait des Annales des mines, 1832, t. II, 1880. Lire en ligne
- La Constitution essentielle de l’humanité. Exposé des principes et des coutumes qui créent la prospérité ou la souffrance des nations, Tours, Alfred Mame et fils, 1881. Lire en ligne
- L’École de la paix sociale, son histoire, sa méthode et sa doctrine, Tours, Alfred Mame et fils, 1881.
- (et Edmond Demoulins, dir.), La Réforme sociale (1re-5e année), Paris, Bureaux de la Réforme sociale, 1881-1885. 10 vol.
- (et al.) La Nomenclature sociale, par F. Le Play, suivi de La science sociale est-elle une science ?, par M. Henri de Tourville et Les lois du travail, par M. Prosper Prieur, Paris, Firmin-Didot, 1887.
- Voyages en Europe (1829-1854), extraits de la correspondance de M. F. Le Play publiés par M. Albert Le Play, sénateur. Notice biographique, par Lefèbure de Fourcy, Paris, Librairie Plon, Nourrit et Cie, imprimeurs-éditeurs, 1899. Lire en ligne
- L’Organisation du travail et le mouvement social contemporain, précédé d’un avant-propos sur le pape Léon XIII et la question sociale, par M. Claudio Jannet, Congrès de la Société d'économie sociale, Paris, Secrétariat de la Société d’économie sociale, 1890.
- Économie sociale, introduction de F. Auburtin, Paris, Guillaumin, coll. "Petite bibliothèque économique française et étrangère", 1891.
- Œuvres de F. Le Play I : Principes de paix sociale : La famille, publiés sous la direction de Jacques et René Wittmann, Paris, Éditions d’histoire et d’art, Librairie Plon, coll. "Les cahiers de l’unité française", 1941.
- Œuvres de F. Le Play II : La Réforme de la société : Le travail, publiés sous la direction de Jacques et René Wittmann, Paris, Éditions d’histoire et d’art, Librairie Plon, coll. "Les cahiers de l’unité française", 1941.

## Honneurs et mémoire
Grand officier de la Légion d'honneur en juin 1867. Lors de la visite des souverains étrangers à l'Exposition universelle de 1867, il reçut à peu près toutes les décorations de l'époque, soit 70 à 80 médailles et plaques[réf. nécessaire].
Il existe une avenue Frédéric-Le-Play à Paris (7e arrondissement) depuis 1926 ; l’ancien président de la République François Mitterrand y finit ses jours en 1996.

### Archives
Les papiers de Frederic Le Play sont conservés à l'Institut de France (consultables à la bibliothèque de l'Institut) :
- cote Ms 6062 ;
- cote Ms 6063.I et 6063.II ;
- cote Ms 6064.